# Ocupació Japonesa d'Attu
L'Ocupació Japonesa d'Attu forma part de la campanya de les illes Aleutianes durant la 2a Guerra Mundial. L'nvasió comença amb el desembarcament de tropes el 6 de juny de 1942; just quan els japonesos envaïen Kiska.L'ocupació finalitza amb la victoria aliada a la batalla d'Attu el 30 de maig de 1943.

## Ocupació
El maig de 1942 els japonesos comencen la campanya de Midway per capturar les illes i així poder destruir les restes de la Marina dels Estats Units d'Amèrica al Pacífic. Per tal d'ensarronar la Flota del Pacífic es planeja una maniobra de distracció que tindrà com a objectiu les Aleutianes, iniciant-se així la campanya de les Illes Aleutianes.
Mentre les tropes japonesos són repel·lides i contrarestades a la batalla de Midway el 6 de juny, una flota japonesa, sota les ordres de Boshiro Hosogaya, transporta i desembarca un contingent d'invasió a les illes Kiska i Attu sense cap mena de resistència. 1.140 soldats d'infanteria sota el comandament del major Matsutoshi Hosumi prenen possessió de l'illa i capturen fins a 45 civils aleutians i a un mestre d'escola. La dona del mestre d'escola és morta; suposadament assassinada per l'exèrcit japonès. Els presoners són duts posteriorment cap al Japó.

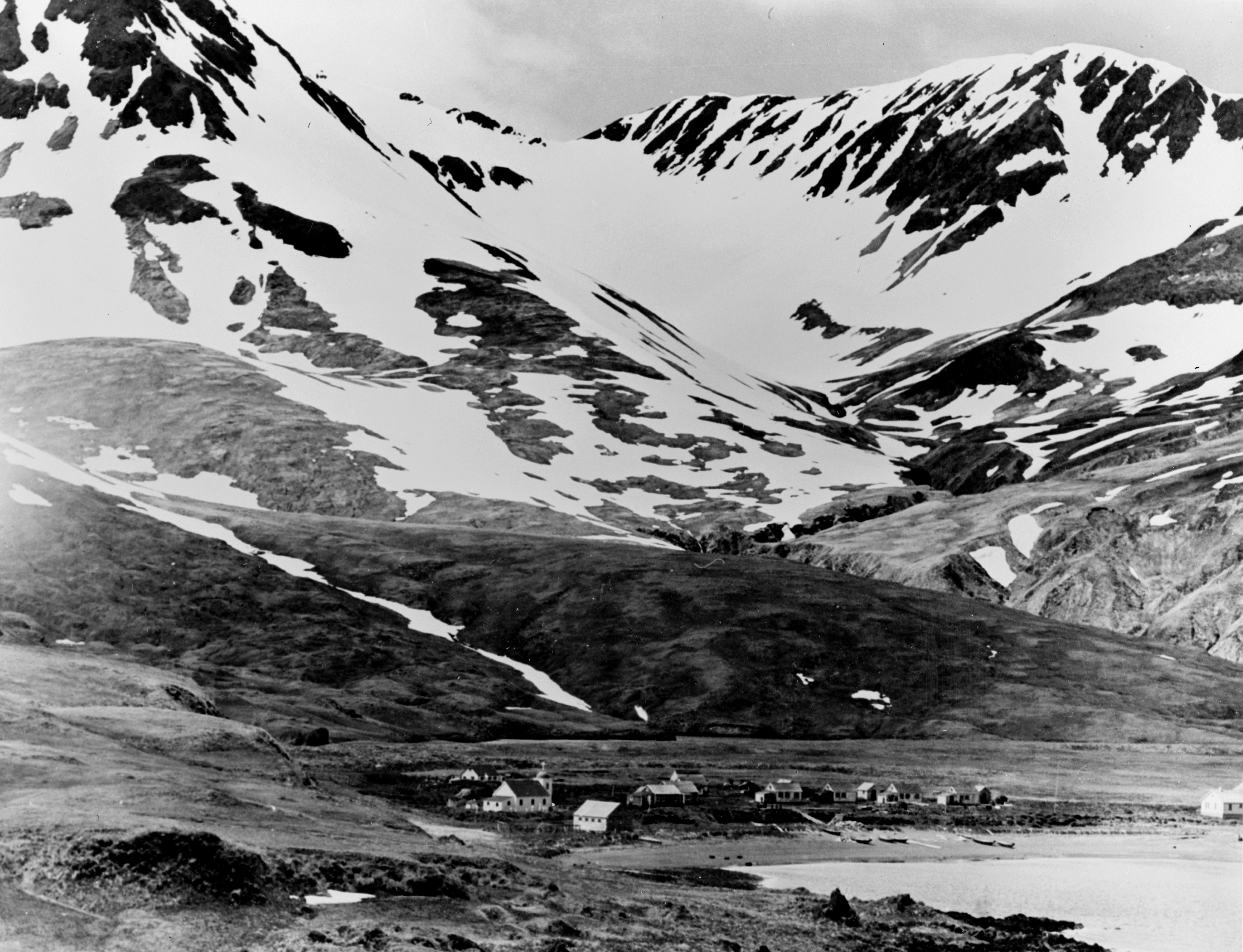
Vila d'Attu, ocupada pels japonesos i posteriorment recuperada pels soldats dels Estats Units a la Batalla d'Attu

Un cop arriben a l'illa; les tropes japonesos comencen a construir un aeròdrom i diverses fortificacions. Durant tota l'ocupació de les illes, les forces dels Estats Units, amb bases a l'illa d'Unalaska com el port de Dutch Harbor i la base aèria de l'illa d'Adak.
De bon antuvi, els japonesos només volien mantenir les seves posicions durant l'hivern de 1942; no obstant això, es mantingué les guarnicions fins al 1943 per tal d'evitar que els americans les utilitzessin com a bases. L'agost de 1942 la guarnició d'Attu s'envia cap a Kiska, ja que es creu que els estatunidencs intentaran envair l'illa. Durant els mesos d'agost, octubre i setembre de 1942 l'illa d'Attu romangué sense tropes, fins a l'arribada del coronel Yasuyo Yamazaki amb 2.900 soldats. Les noves tropes continuen a Attu i milloren l'aeròdrom i les defenses fins que el maig de 1943 15.000 soldats canadencs i estatunidencs arriben a l'illa. El 12 de maig el submarí japonès I-31 és obligat a emergir 5 milles nord-est de la cala de Chichagof; un cop allà el USS Edwards (DD-619) l'enfonsa en un combat de superfície.

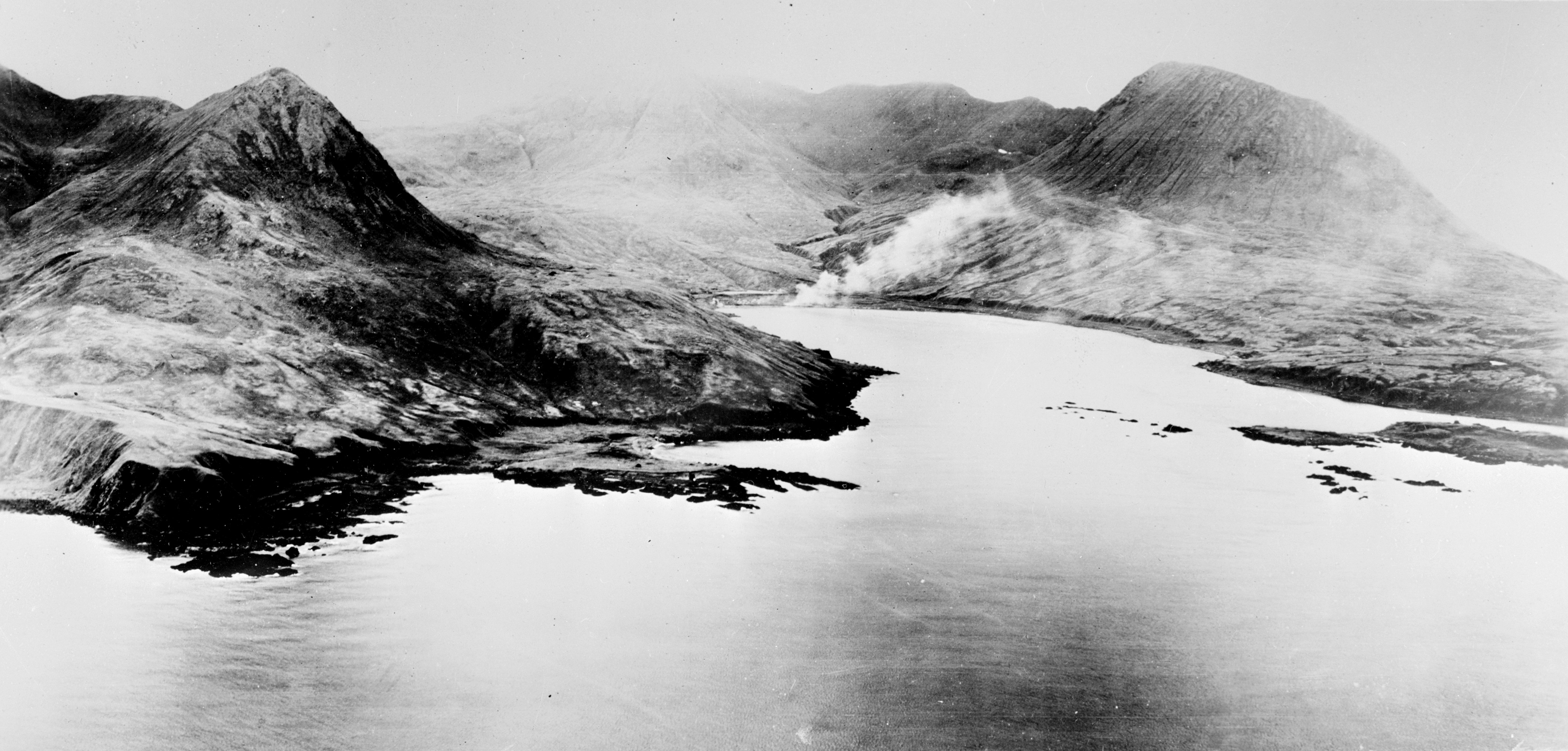
La cala de Chichagof es bombardejada durant l'assalt a l'illa

Les tropes aliades, sota el comandament del General John L. DeWitt capturen l'illa després d'una última càrrega suïcida el 30 de maig. Només 29 soldats japonesos són capturats. D'aleshores ençà els aliats comencen a utilitzar els aeròdroms per bombardejar les illes mare japoneses.